# Tiempo (comida)

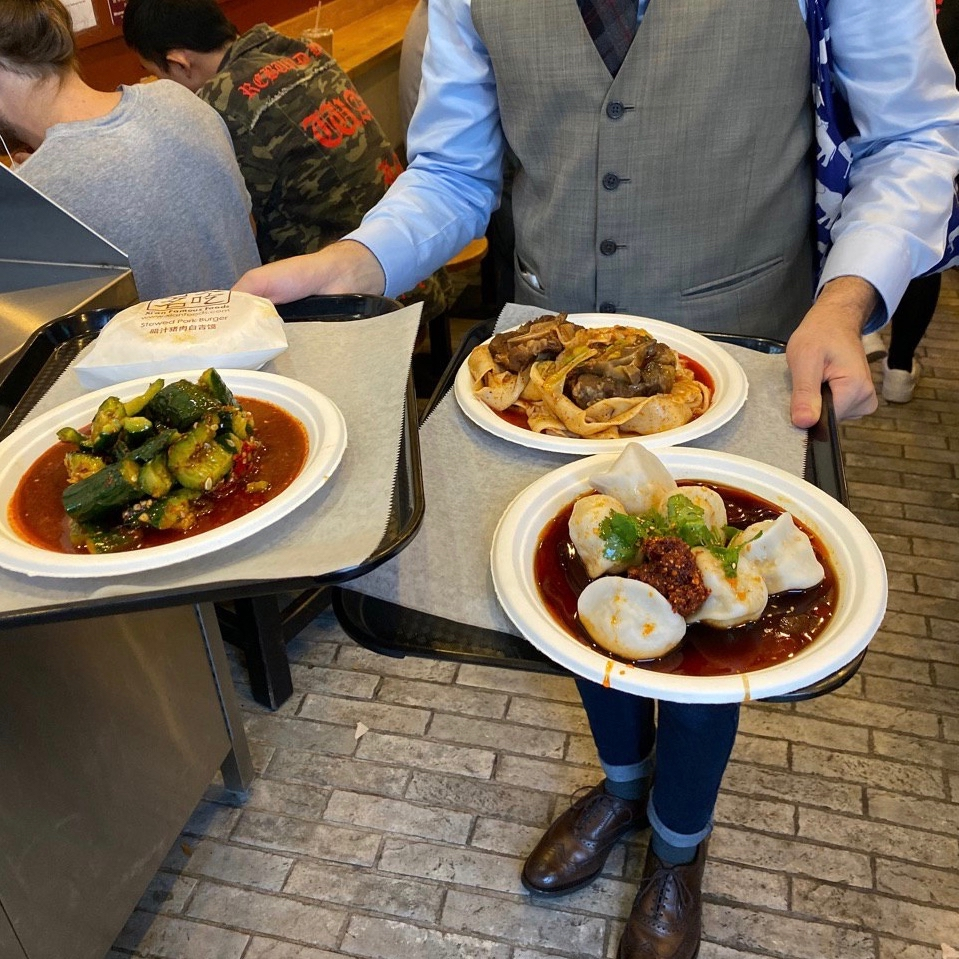
Camarero de un restaurante chino en Nueva York, con el primer y segundo plato en un mismo tiempo. A la izquierda, ensalada de pepinos y una hamburguesa; a la derecha dumplings y un plato de fideos chinos con rabo de buey estofado (2019).

En restauración, los tiempos de una comida (o «menú por tiempos») son los diferentes platos que se sirven en un orden específico al comensal. Las comidas se componen de uno o más tiempos, que a su vez se componen de uno o más platos. El menú tradicional europeo consta de tres tiempos: el primer plato, el segundo plato y el postre. Aunque también pueden existir más tiempos, por ejemplo, el aperitivo (como su nombre indica, el «que abre el apetito»), el entremés (entre plato y plato), y múltiples variantes en cada gastronomía del mundo: el antipasti italiano, el amuse-bouche francés, el kaiseki japonés... También se pueden incluir más de un plato en un mismo tiempo (por ejemplo, con guarniciones), o al revés, un único plato combinado que hace las veces de primer, segundo y tercer tiempo en conjunto. 
Los tiempos variarán en número, complejidad del plato, estilo culinario, densidad nutricional y sabor dependiendo de la cultura donde se realice la comida.
En el menú tradicional europeo de las cinco comidas del día, el desayuno, el brunch y la merienda generalmente son comidas de un solo tiempo, mientras que el almuerzo y la cena son comidas de dos a tres tiempos. En ceremonias y eventos especiales como una boda, aniversario, bautizo, comida de Navidad... etc. es común que se dén más tiempos. También existen reuniones sociales basadas en comidas de un solo tiempo, como cuando una familia hace una barbacoa.
En la hostelería, cuando los platos se sirven principalmente en un solo tiempo, se le denomina «servicio a la francesa» o «a la inglesa»; cuando los platos se sirven en tiempos separados, se le dice «servicio a la rusa».

## Tipos de menús en restauración
La mayoría de menús se adaptan, con ligeras variaciones, a la estructura tradicional de tres tiempos. Los menús con mayor número de tiempos son típicos de la restauración y la alta cocina. Cuantos más tiempos tenga una comida, menor será la cantidad de alimento en cada uno de sus platos; por ejemplo, los menús de 8 o más tiempos se consideran «menús degustación».

### Menú de dos tiempos
- Plato fuerte o plato combinado
- Postre

### Menú de tres tiempos
- Primer plato, entrante o plato ligero
- Segundo plato, principal o plato fuerte
- Postre

### Menú de cuatro tiempos
- Aperitivo
- Primer plato
- Segundo plato
- Postre

### Menú de cinco tiempos
- Aperitivo
- Primer plato
- Entremés
- Segundo plato
- Postre

### Menú de seis tiempos
- Aperitivo
- Sopa
- Primer plato
- Entremés
- Segundo plato
- Postre